# 潍县战役
潍县战役（亦称胶济路中段战役）是第二次国共内战期间，中国人民解放军华东野战军山东兵团在其司令员许世友的指挥下为夺取中华民国国军所守卫的山东潍县进行的一次战役，发生于1948年4月2日至5月8日，历时一个多月，是华东野战军组建之后的首场攻坚战。潍县是山东境内较大的工商业城市之一，是济南、青岛之间重要的交通枢纽，也是胶济路上中华民国国军防守的一个强固要点，号称“鲁中堡垒”。此次战役最终以解放军攻占潍县及其附近地区而结束。是役，解放军共计伤亡约8千人；国军共计损失4.5万余人，另有包括第96军军长兼整编45师师长陈金城在内等6名将官被俘。

## 背景
1947年5月孟良崮战役之后，中华民国国军在华东战场由重点进攻逐步转入战略防御，解放军则逐步转入反攻。同年8月6日，中共统帅部决定将华东野战军分为两个集团：主力7个纵队组成“西线兵团”（又称外线兵团）由粟裕率领转入外线进攻；余部3个纵队及胶东地方武装组成“东线兵团”（又称内线兵团或山东兵团）由许世友率领继续留在胶东内线作战。另一方面，1947年8月18日国军统帅部亦决定组建济南第二绥靖区“胶东兵团”，由范汉杰指挥，力争趁华东野战军主力西进而胶东内线兵力薄弱的机会占领胶东，阻断东北、华北和山东地区解放区的海上通道。之后胶东战场即成为了许世友和范汉杰之间的较量。
在1947年8月—1948年3月之间的“胶河战役”及“胶济路西段战役”等交锋中，许世友利用国军内部派系林立、矛盾重重而互相配合不力的机会，屡屡通过运动战打击国军兵力并攻占了胶济铁路西段地区以及莱阳、淄博等城镇，逐步掌握了胶东战场的战略主动权。之后范汉杰被调离山东，胶东战场改由当时国民政府山东省政府主席王耀武直接指挥。直至1948年3月，连通山东两大城市之间的胶济铁路仅有两端的济南和青岛以及中间位置的潍县三座城市尚在国军控制之下。

## 双方部署

### 国军方面

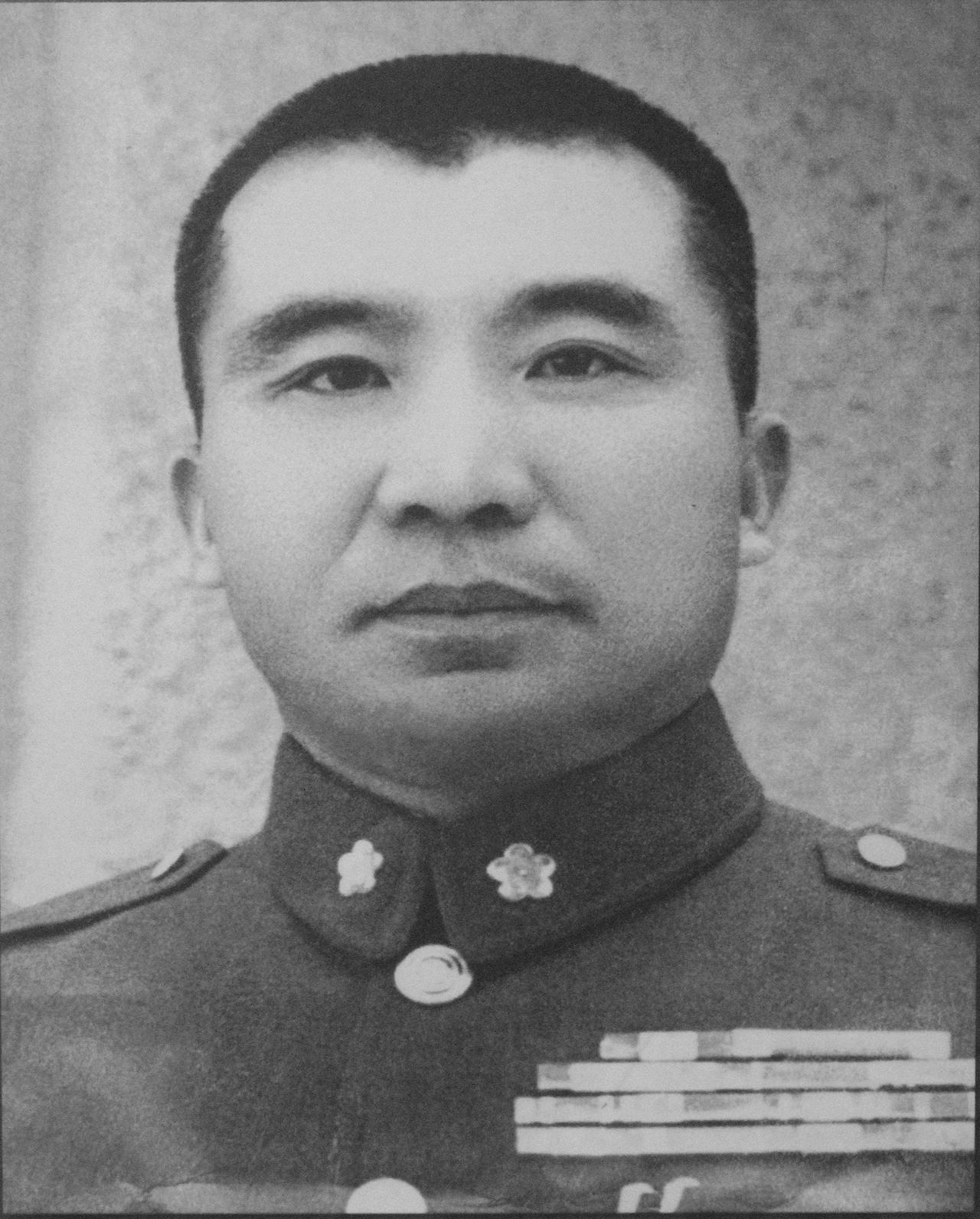
潍县战役国军总指挥暨第二绥靖区司令王耀武

潍县是胶济铁路中央位置的一个较大城镇，由东西二城组成而称为“双城”，西城较大呈方形；东城较西城略小呈椭圆形，两城之间有小河分开仅相隔100多米，有5座石桥连通，据潍县县志记载，在此次战役之前潍县尚未曾有被攻克的记录。潍县还是当时国军在山东少数重要的战略支点，号称为“鲁中堡垒”。国军在潍县部署有整编第45师、保安团12个和其他地主武装等，共计守城部队约4.7万人，城内总指挥为国军第96军军长兼整编45师师长陈金城。其中整编第45师为国军正规军装备精良并配备有炮兵部队，其他地方保安部队和地主武装虽然装备一般但也有一定战斗力，此外，国军还有空军支援。1948年3月下旬，国军第二绥靖区司令王耀武在潍县机场和守城指挥官陈金城会商后，决定采用“收缩据点、集中兵力、固守待援”的方针防守潍县。于是，国军在潍县城内外构筑了大量地堡、铁丝网、陷阱和地雷区等防御工事，将潍县城内有碍射击的建筑拆除，并每日动员上万居民加固城防工事，形成了以西城为中心，向外三道防线的半永久型防御体系。守城指挥官陈金城对防守潍县较有信心，认为“金城难破，进攻潍县，危险”。

### 解放军方面

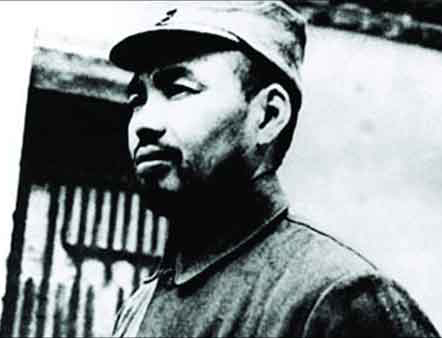
潍县战役解放军指挥官暨华东野战军山东兵团司令许世友

在山东兵团攻克胶济铁路大部分地区后，对于下一步的战略兵团的指挥官曾经有过分歧，不少人曾建议直接攻打济南，但许世友认为，目前进攻济南的时机不佳因为国军已经有所准备，而潍县在胶济路西段战役之后则已经是孤城，且夹在鲁中解放区和渤海解放区之间，便于攻打和后勤支援，所以力主先攻潍县。经过研究，解放军方面亦制定了详细的进攻计划以应对潍县坚固的防御，决定整个战役分为两步的作战方案：首先肃清昌乐地区的国军，扫清潍县外围；再集中兵力、火力攻打潍县。在兵力部署上，具体以渤海纵队、鲁中军区的地方部队攻打潍县外围，重点目标是攻占潍县近郊的：二十里堡火车站、发电厂、飞机场，切断坊子与潍城的联系和国军空陆联系；九纵、渤海纵队主攻潍县；七纵、渤海新13师等部并阻击可能由济南方向救援的国军；十三纵的39师及胶东军区地方部队阻击可能由青岛方向救援的国军；十三纵的38师为总预备队。在战术上，解放军强调“稳打稳扎”并利用坑道作业接近并夺取国军的防御工事，从而减小伤亡，在肃清外围后，集中兵力和炮火先攻取西城占领对方的指挥部，再向东城发起攻击。后勤方面，解放军一共动用了支前民工13.5万人，担架5千多副，解放区民众还向部队提供了大量粮食和草料等物资。解放军此役总计参战兵力为54个团，人数超过12万人。

## 战事进程

### 外围战斗

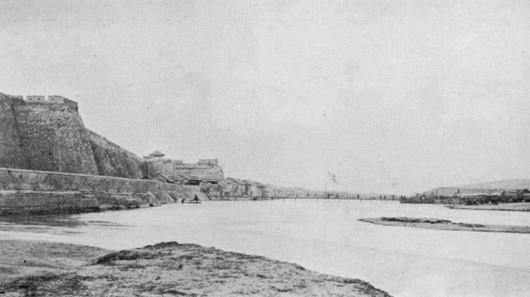
潍县外围

4月1日，解放军部队达成了潍县的包围。次日，渤海纵队和鲁中军区部队由三个方向往昌乐县进发，阻断昌乐县通往间潍县的通道。与此同时，9纵队由长山一带向东行进，13纵由胶东地区出发。5日，解放军的参战部队都到达了预定的地点。8日解放军从南郊、城南和城北三个方向发起攻击，胶东军区部队首先向城南的火车站及机场发起攻击，次日下午4时攻占机场，国军空中补给线被切断转而依靠空投进行补给。占领机场后，又在12日攻占了潍县的两个火车站和发电厂，达成了攻占南郊的计划。在城北方向解放军从4月8日晚开始发动攻击，先通过炮兵部队对国军重点防守的“北宫”和“北关”两处防御阵地进行攻击，随后部队通过夜间土工作业悄悄将战壕和地道挖至国军设防阵地的百米左右位置，这种临时的地下通道和战壕削弱了国军空军和火炮的优势。10日解放军9纵26师对北宫发起攻击，国军依靠之前修筑的密集工事防守，在当夜击退了解放军的初次进攻。次日26师绕开正面从侧后方绕袭北宫阵地并成功攻占地。攻占北宫后，解放军即向东北关进攻，至14日攻占东北关，并继续向北关主阵地发起攻击，于次日攻占北关，完成了预定计划。期间，蒋中正为激励国军士兵亲发电报给潍县指挥官陈金城表示将派两路援军予以救援，陈金城亦表示了与城池共存亡的决心。在城南方向，直到4月18日，渤海、鲁中部队经10日战斗后占领南关。

### 西城战斗

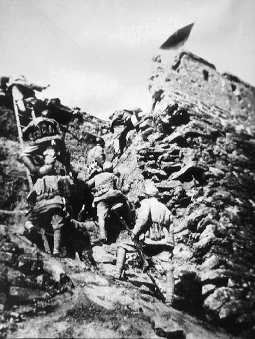
解放军突破潍县西城城墙

在完成外围进攻后，解放军一面调整部署及继续进行土工作业，另一方面就进行3日休战，同时为麻痹国军撤回部分前沿部队以造成假象。国军误以为解放军连日激战伤亡很大而放弃进攻，王耀武于是在济南举行了庆祝会庆祝潍县防御胜利，国民政府之机关报纸《中央日报》还发表了主题为“共军溃退，潍县解围”的报道。王耀武甚至命令潍县守城部队发动反击夺回之前失地，但国军的反击很快遭到了失败。4月22日解放军山东兵团司令部下达总攻潍县西城的指令，23日18时，山东兵团九纵和渤海纵队向西城发起总攻，解放军先对国军的地堡群和城墙进行连续的炮击和爆破攻击使国军城墙外的地堡群遭到严重打击，潍县西城城墙也被炸开缺口，九纵27师登城并占领了三个突破口。在西北关，国军奋力抵抗，使进攻的山东兵团九纵第25师未能突破城墙且伤亡较大。24日天亮之后，九纵集中兵力、火力，再次向北城垣发起进攻。79团率先打开守军两个突破口。国军守军见城墙被突破，立即调兵遣将，奋力反击，以猛烈炮火封锁突破口。于是，双方展开了争夺突破口的激战。由于国军地堡群火力强大，山东兵团后续部队进攻受阻，城上部队伤亡很大。许世友电令九纵司令员聂凤智，要九纵命令27师立即组织严密火力，掩护后续部队迅速投入战斗，固守和扩大79团占领的突破口。解放军方面为尽快攻占西城，决定派25师日间强行攻城。25师主力73团在炮兵支援下，3分钟即炸开一个突破口，很快便登上了城墙。此后，27师其余各部在城墙上下协同支援作战。24日13时，九纵25师强行登城成功，接着，27师后续部队登城，并与已攻入城内的部队获得联络。登城后，解放军与国军展开巷战，国军守军也拼命抵抗，但防线已经被突破。陈金城见西城已无力再守，于是率余部向东城撤退。当夜23时，解放军山东兵团九纵攻占西城。

### 东城及周边战斗

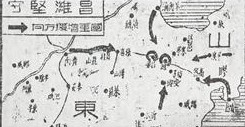
1948年4月27日《中央日报》刊发的“昌潍坚守”示意图

26日下午18时，解放军炮兵对东城进行了一个半小时的炮火攻击，将东城西面城墙和白浪河一带的目标破坏。当夜20时20分，解放军9纵87师的一个团对城墙进行连续爆破，到21时炸开缺口并攻入城内。22时左右，九纵其他部队和鲁中部队也突入东城，并向纵深展开。午夜，担任第二梯队的九纵二十五师七十四团、二十七师八十一团也向东城发起攻击，至次日早晨7时，解放军已经占领东城约三分之一的区域。国军城内指挥官陈金城、张天佐判断潍县已经无力防守，遂决定向昌乐、仓上方向突围，并请求王耀武派遣空军支援，27日拂晓，陈、张二人乔装成士兵并在飞机和烟雾弹的掩护下，率部经由东门往东南方向突围，但遭到预先埋伏在城门外的解放军西海军分区部队的伏击，陈金城被俘虏，张天佐被击毙。在城内，战至27日中午，东城内国军最后一个战略支点三官阁被解放军攻破，东城全境被解放军占领，至此，潍县攻城战斗结束。
攻占潍县城后，解放军又占领了潍县附近的安丘、昌乐和田马等地区，这些地方的国军部队因潍县被攻克而无心防守，大多溃散或者“起义”。自从潍县开战之后，国军从青岛和济南出动了两路援军救援潍县：青岛方面援军15个团由国军第11绥靖区司令官丁治磐率领；济南方面援军18个团由国军战役总指挥王耀武率领，分别从东西两个方面向潍县开进，然而均在解放军预先布置的阻援部队的阻击下未能成功到达潍县。5月1日和5月8日，原本从东西两个方向往潍县增援的国军部队的先后撤退，至此，潍县战役全部结束。

## 结果及后续

### 战役统计
此次战役，解放军共计伤亡约8千人，其中阵亡1432人，受伤6548人，攻占了潍县、昌乐、安丘3座城镇以及附近4000平方公里地区，并夺得了大炮181门、枪支1万7千多支、炮弹3万8千多发、榴弹约11万5千发、子弹26万多发以及飞机，火车头，汽车等大量物资。国军损失约4.5万人，其中1.9万余人伤亡，2.6万余人被生俘。另有国军第96军军长兼整编45师师长陈金城等6名将级军官和127名校级军官被俘，山东省第八区保安司令兼总队长张天佐及副司令张髯农等军官阵亡。

### 后续发展

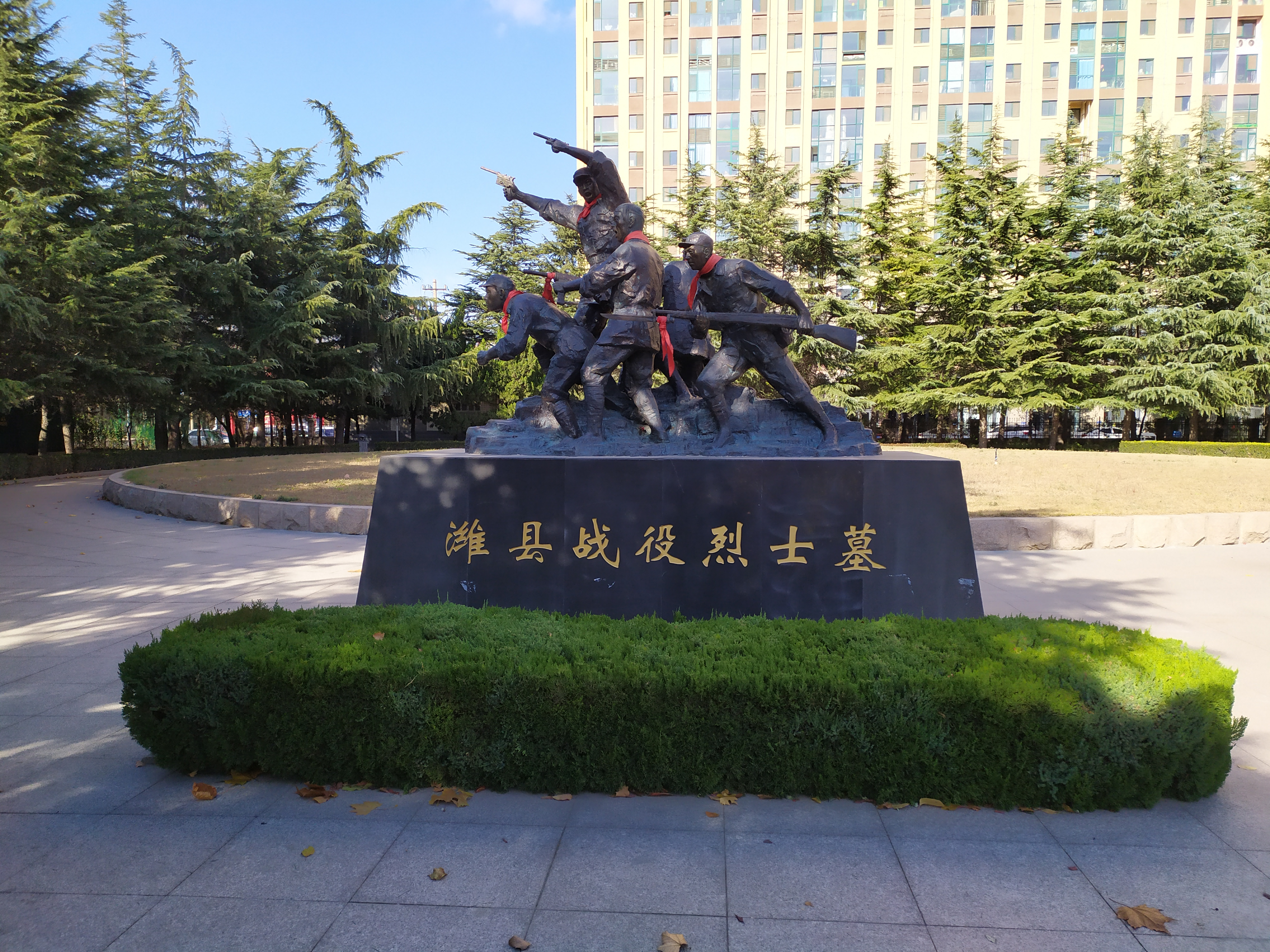
潍坊革命烈士陵园的潍县战役烈士墓

潍县战役是第二次国共内战开战之后华东野战军首个城市攻坚战，战役结束后山东兵团进行了短暂的休整，之后将进攻目标转移至津浦铁路攻击兖州。山东兵团亦从此次战役中获得了攻坚战的经验，在之后进行的济南战役和淮海战役中，攻坚战的部分均由山东兵团完成。对于国军而言，由于潍县这个“鲁中堡垒”失守后解放军在山东的三块解放区连成一片从而使得国军在山东的战略支点济南和青岛更为孤立。解放军进入潍县后，华东野战军成立了潍坊特别市政府以管理新占领的城市，之后潍坊市政府修建了“潍县战役胜利纪念广场”。2013年4月，潍坊市有市民会同当年参战的老兵一起自发组织活动纪念了65年前这场改变潍坊历史进程的战事。